# À quelle heure le train pour nulle part
Pour plus de détails, voir Fiche technique et Distribution.
À quelle heure le train pour nulle part est un  film québécois réalisé par Robin Aubert sorti en 2009.

## Synopsis
Un homme part à la recherche de son frère jumeau disparu aux Indes. Le voyage se déroule dans les rues de New Delhi afin de vérifier les renseignements fournis par Queen Harish et par Nikki, sa dernière logeuse. Le passé du frère prend forme et, dans son passé, un drame sanglant aurait eu lieu dans une chambre du Motel Canada où tout pourrait se dénouer.

## Fiche technique
- Titre : À quelle heure le train pour nulle part
- Réalisation : Robin Aubert
- Scénario : Robin Aubert et Luis Bertrand
- Production : Derek Kennedy
- Son : Mélanie Gauthier
- Musique : Yves Desrosiers, Matthew Burton
- Société de production : Lynx Films
- Genre : Drame
- Durée : 79 minutes
- Date de sortie : Canada (Québec) : 18 septembre 2009

## Distribution
- Luis Bertrand : le frère
- Arumi Watanabe : la jeune japonaise
- Richard Bracnaza